# Kolumbo
Kolumbo je aktivní podmořský vulkán v Egejském moři v Řecku. Jeho nejvyšší bod se nachází 10 m pod mořskou hladinou, kdežto celková výška hory činí ~400 m. Leží necelých 10 km severovýchodně od ostrova Santorini se stejnojmennou sopkou.

## Popis
Z řady asi dvaceti podmořských vulkanických kuželů severovýchodně od Santorini je Kolumbo ten největší. Průměr se odhaduje na 3 km a velikost jeho kráteru je zhruba poloviční. O podmořské sopce se do roku 1649 vůbec nevědělo, dokud o sobě nedala vědět nečekanou erupcí. Nicméně tato aktivita se nemohla vůbec srovnávat s výbuchem (o síle VEI 7) nedaleké sopky Santorini, k němuž došlo roku 1610 př. n. l. Jednalo se o jednu z největších erupcí v historii lidstva a celkem vyvrhla 100 km³ sopečného materiálu. Pohromu doprovázely 35–150 m vysoké vlny tsunami a k pustošení sousedních ostrovů se přidaly taktéž gigantické pyroklastické proudy.
Výbuchem v roce 1650 dosáhl Kolumbo částečně nad mořskou hladinu. Erupce způsobila nebezpečnější typ pyroklastického proudu, kde převažovala plynná složka. Mořskou hladinu bez problému překonal díky tenkému polštáři páry a zasáhl tak ostrov Santorini. Živel okamžitě usmrtil 70 osob a mnoho zvířat. Poté došlo k zhroucení sopky do své kaldery, což vyvolalo vlnu tsunami, páchajíc škody až ve vzdálenosti 150 km.

## Výzkum
Kráterové dno s hloubkou 505 m je ve své severovýchodní oblasti poseto polem hydrotermálních průduchů s rozsáhlou bakteriální komunitou. Objevila ho expedice NOAA v roce 2006, která mimo jiné pomocí robotické sondy mapovala nedaleké mořské dno, kde odebírala vzorky. Jejím cílem bylo zjistit velikost téměř tři tisíce let staré erupce, pomocí určení objemu ložisek pyroklastik na mořském dně kolem Santorini, které se začalo intenzivně studovat od roku 1975. Expedice zjistila, že díky přehřáté vodě (o teplotě 224 °C), obohacené polymetalickými sulfidy a sulfáty, se průduchy zformovaly do podob komínů vysokých až 4 m.

## Galerie
- Hydrotermální průduchy.
- Hydrotermální průduchy.